# هالووین به پایان می‌رسد
هالووین به پایان می‌رسد (به انگلیسی: Halloween Ends) یک فیلم اسلشر آمریکایی به کارگردانی دیوید گوردون گرین و نویسندگی گرین، دنی مک براید، پل براد لوگان و کریس برنیر بر اساس شخصیت‌های خلق شده توسط جان کارپنتر و دبرا هیل است. این فیلم دنباله ای بر هالووین می‌کشد در سال ۲۰۲۱ و سیزدهمین و آخرین قسمت از فرانچایز هالووین است. در این فیلم جیمی لی کرتیس و نیک کسل نقش‌های خود را در نقش لوری استرود و مایکل مایرز بازی می‌کنند و جیمز جود کورتنی نیز نقش مایرز را بازی می‌کند. اندی ماتیچاک، ویل پاتون و کایل ریچاردز در نقش نوه لوری، آلیسون، معاون فرانک هاوکینز و لیندسی والاس دوباره ایفای نقش می‌کنند. این فیلم توسط جیسون بلوم از طریق بنر او در بلوم‌هاوس پروداکشنز در کنار راف هاوس پروداکشنز، میرامکس و ترانکاس پیکچرز تهیه شده‌است.
پیش از اکران فیلم ۲۰۱۸، مک براید در ژوئن ۲۰۱۸ تأیید کرد که او و گرین در ابتدا قصد داشتند دو فیلم پشت سر هم فیلمبرداری شوند، و سپس تصمیم به مخالفت با آن گرفتند و منتظر بودند تا واکنش فیلم اول را ببینند. عنوان فیلم در ژوئیه ۲۰۱۹ همراه با هالووین می‌کشد اعلام شد.
هالووین به پایان می‌رسد در ۱۴ اکتبر ۲۰۲۲ توسط یونیورسال پیکچرز اکران شد. این فیلم نقدهای متفاوتی از منتقدان دریافت کرد، که از تمرکز آن بر شخصیت‌های جدید انتقاد کردند، و به طور کلی آن را پایانِ ضعیفی برای این فرنچایز دانستند.

## خلاصهٔ داستان
چهار سال پس از آخرین برخوردش با مایکل مایرز قاتل نقابدار، لوری استرود با نوه‌اش زندگی می‌کند و سعی دارد رویدادنامه‌اش را به پایان برساند. مایرز از آن زمان دیگر دیده نشده‌است و لوری سرانجام تصمیم می‌گیرد خود را از خشم و ترس رهایی بخشد و زندگی را در آغوش گیرد. با این حال، زمانی که مردی جوان متهم به قتل یک پسر می‌شود که از آن نگهداری می‌کرد، موجی از خشونت و وحشت ایجاد می‌شود که لوری را مجبور می‌کند با شیطانی که نمی‌تواند کنترلش کند مقابله کند.

## بازیگران
- جیمی لی کرتیس در نقش لوری استرود، تنها بازماندهٔ قتل مایکل مایرز در سال ۱۹۷۸، که از اختلال استرس پس از سانحه رنج می‌برد. او مادربزرگ آلیسون است.
- اندی ماتیچاک در نقش آلیسون نلسون، دختر کارن و نوهٔ لوری.
- ویل پاتون در نقش معاون فرانک هاوکینز، معاون کلانتری که مایکل را پس از قتل اولیهٔ او در سال ۱۹۷۸ دستگیر کرد.
- جیمز جود کورتنی و نیک کسل در نقش مایکل مایرز / The Shape، چهرهٔ نقابدار که در هالووین در سال ۱۹۷۸ قتل‌عام وحشتناکی انجام داد و برای کشتار دیگری به هادونفیلد بازمی‌گردد.
- کایل ریچاردز در نقش لیندسی والاس، یکی از کودکانی که لوری در سال ۱۹۷۸ از کودک نگهداری کرد. ریچاردز دوباره نقش خود را از فیلم اصلی ۱۹۷۸ و هالووین می‌کشد تکرار می‌کند.

علاوه‌بر این، مایکل اولری در نقش دکتر ماتیس، شخصیتی که به اختصار در هالویین می‌کشد به آن اشاره شد، در این فیلم حضور دارد.

## انتشار
هالووین به پایان می‌رسد در ۱۴ اکتبر ۲۰۲۲ اکران شد. این فیلم در ابتدا قرار بود در ۱۵ اکتبر ۲۰۲۱ منتشر شود، پیش از اینکه به دلیل همه‌گیری کووید ۱۹ به تعویق افتاد.

## بازخورد

### فروش گیشه
تا تاریخ ۵ نوامبر ۲۰۲۲، هالووین به پایان می‌رسد ۶۲٬۴ میلیون دلار در ایالات متحده و کانادا، و ۳۸ میلیون دلار در مناطقِ دیگر جهان به دست آورده‌است، که در مجموع فروش جهانیِ ۱۰۰٬۵ میلیون دلار را نشان می‌دهد.
پیش‌بینی‌های اولیه مبنی بر فروش ۵۰ تا ۶۰ میلیون دلار از ۳٬۸۰۰ سینما در آخر هفتهٔ افتتاحیه‌اش در ایالات متحده و کانادا بود، در حالی که یونیورسال افتتاحیهٔ ۵۵ میلیون دلاری آن را پیش‌بینی کرد. این فیلم در روز اول اکران ۲۰٫۲ میلیون دلار به دست‌آورد که شامل ۵٫۴ میلیون دلار از پیش‌نمایش‌های پنجشنبه شب بود که ۱۱ درصد بیشتر از فروش ۴٫۸۵ میلیون دلاری هالووین می‌کشد در سال قبل بود. این فیلم در ادامه با ۴۰٫۱ میلیون دلار عرضه شد و در صدر باکس آفیس قرار گرفت اما هفتهٔ خود را کمتر از پیش‌بینی‌ها به پایان رساند. این عملکرد ضعیف به دلیل پخش همزمان جریانی فیلم در پیکاک (یونیورسال گزارش داد که این فیلم پربیننده‌ترین فیلم یا سریالی بود که در یک دورهٔ دو-روزه روی پلتفرم پخش شد) و واکنش‌های متوسط منتقدان و مخاطبان اعلام شده‌است.

### پاسخ انتقادی
در وبگاه جمع‌آوری نقد راتن تومیتوز، ٪۴۰ از ۲۴۰ بررسی منتقدان مثبت است و میانگینِ امتیاز آن ۵٫۱/۱۰ است. اجماع این وبگاه چنین می‌نویسد: «با بخشی اغلب مبهوت‌کننده، خنجرزده‌شده و شکست‌خورده، هالووین—حداقل برای حال حاضر—با یک سری فرصت‌های از دست‌رفتهٔ خسته‌کننده، به پایان می‌رسد.» این فیلم در متاکریتیک که از میانگین وزنی استفاده می‌کند، بر اساس نظر ۴۵ منتقدین امتیاز ۴۷ از ۱۰۰ را کسب کرده که نشان‌گر «نقدهای مختلط یا متوسط» است.